# Andréanne Morin
Andréanne Morin (ur. 9 sierpnia 1981 w Quebecu) – kanadyjska wioślarka.

## Osiągnięcia
- Mistrzostwa Świata Juniorów – Linz 1998 – czwórka bez sternika – 4. miejsce[1].
- Mistrzostwa Świata Juniorów – Płowdiw 1999 – dwójka bez sternika – 5. miejsce[1].
- Mistrzostwa Świata – Lucerna 2001 – ósemka – 7. miejsce[1].
- Mistrzostwa Świata – Mediolan 2003 – ósemka – 3. miejsce[1].
- Igrzyska Olimpijskie – Ateny 2004 – ósemka – 7. miejsce[1].
- Mistrzostwa Świata – Eton 2006 – ósemka – 5. miejsce[1].
- Igrzyska Olimpijskie – Pekin 2008 – ósemka – 4. miejsce[1].